# Hossein Saveh Shemshaki
Hossein Saveh Shemshaki (persisch حسین ساوه شمشكی; * 5. August 1985 in Teheran) ist ein iranischer Skirennläufer. Er startete hauptsächlich in den technischen Disziplinen Riesenslalom und Slalom.

## Karriere
Saveh Shemshaki gab sein internationales Renndebüt am 13. Februar 2001 bei einem FIS-Riesenslalom in Dizin. Sein erstes internationales Großereignis bestritt er 2009 bei den Weltmeisterschaften in Val-d’Isère. Bis zu diesem Zeitpunkt war er hauptsächlich bei FIS-Rennen an den Start gegangen. Im Slalom gelang ihm mit dem 41. Rang ein Achtungserfolg.
Im Jahr 2010 nahm Saveh Shemshaki erstmals an Olympischen Winterspielen teil. In Vancouver belegte er wie bei der WM im Vorjahr den 41. Platz im Slalom.
Sein bestes Resultat bei einem internationalen Großereignis erzielte er bei den Olympischen Winterspielen 2014 in Sotschi mit dem 31. Rang im Slalom.
Abgesehen von internationalen Großereignissen startete er hauptsächlich bei FIS-Rennen im Iran.
2022 sollte Saveh Shemshaki zum dritten Mal an Olympischen Winterspielen teilnehmen. Jedoch wurde er bei einem Training positiv auf Oral-Turinabol getestet und wurde daraufhin von den Spielen ausgeschlossen und gesperrt.

## Erfolge

### Olympische Winterspiele
- Vancouver 2010: 41. Slalom, 70. Riesenslalom
- Sotschi 2014: 31. Slalom, 55. Riesenslalom

### Weltmeisterschaften
- Val-d'Isère 2009: 41. Slalom, 73. Riesenslalom
- Garmisch-Partenkirchen 2011: 89. Riesenslalom, DNQ Slalom
- Schladming 2013: 49. Slalom, DNQ Riesenslalom

### Weitere Erfolge
- 30 Siege bei FIS-Rennen